# Tóth Angelika
Tóth Angelika (1991. augusztus 31. –) magyar színésznő, énekesnő.

## Életpályája
Gyermekkorát a békés megyei Nagyszénáson töltötte. A mezőkovácsházi Hunyadi János Gimnáziumban érettségizett. A DUMA'Színház nevű amatőr csoportban ismerkedett meg a színészet alapjaival. Egyik bemutató után Miklós Tibor, a Rock Színház egyik vezetője felfigyelt tehetségére és elhívta egy Fame című musicalkoncetre énekelni. 2013 májusában, egy casting után csatlakozott a Madách Színház csapatához, szerepet kapott előbb a Poligamy majd a Mamma Mia! című musicalben, ahol előbb Lisa majd Sophie Sheridan szerepét alakítja. Szinkronizálással is foglalkozik.

### Magánélete
Két testvére van. Házas, férje Őze Tibor politikai tanácsadó. 2022-ben született Sára nevű gyermekük. 

## Fontosabb szerepei
| Szerző                                                        | Előadás címe             | Szerep                     | Színház               | Rendező       | Bemutatás éve |
| ------------------------------------------------------------- | ------------------------ | -------------------------- | --------------------- | ------------- | ------------- |
| Bolba Tamás - Szirtes Tamás - Galambos Attila - Szente Vajk   | Poligamy                 | Lilla 4                    | Madách Színház        | Szirtes Tamás | 2013          |
| Björn Ulvaeus - Benny Andersson                               | Mamma Mia!               | Lisa / Sophie Sheridan     | Madách Színház        | Szirtes Tamás | 2014          |
| Fekete István                                                 | Vuk                      | Csele, rókalány            | Madách Színház        | Hencz György  | 2014          |
| Ken Ludwig                                                    | Primadonnák              | Audrey                     | Játékszín             | Szirtes Tamás | 2014          |
| Zágon István - Somogyi Gyula - Eisemann Mihály                | Fekete Péter             | Márta, Badilla lánya       | Madách Színház        | Puskás Tamás  | 2015          |
| Alain Boublil - Claude-Michel Schönberg                       | A nyomorultak            | Cosette                    | Madách Színház        | Szirtes Tamás | 2015          |
| Lee Hall - Tom Stoppard - Marc Norman                         | Szerelmes Shakespeare    | Kate                       | Madách Színház        | Szirtes Tamás | 2016          |
| Boris Pasternak - Michael Weller - Michael Korie - Amy Powers | Doktor Zsivágó           | Lara                       | Győri Nemzeti Színház | Forgács Péter | 2016          |
| Paso Doble - Johnny K. Palmer                                 | SunCity – a Holnap Tali! | Frida                      | Magyar Színház        | Szente Vajk   | 2017          |
| Woody Allen                                                   | Hatalmas Aphrodité       | Linda                      | Madách Színház        | Valló Péter   | 2018          |
| Galambos Attila - Szente Vajk - Bolba Tamás                   | Meseautó                 | Kovács Vera                | Madách Színház        | Szente Vajk   | 2018          |
| Eric Weinberg - Gayla D. Morgan                               | Dog story                | Blair                      | Játékszín             | Szirtes Tamás | 2018          |
| John Chapman - Ray Cooney                                     | Ne most, drágám!         | Janie McMichael            | Madách Színház        | Cseke Péter   | 2019          |
| Szigligeti Ede - Bolba Tamás - Szente Vajk                    | Liliomfi                 | Erzsi, Kányai lánya        | Madách Színház        | Szente Vajk   | 2019          |
| Lehár Ferenc                                                  | Luxemburg grófja         | Juliette Vermont, énekesnő | József Attila Színház | Szente Vajk   | 2024          |
| Vitéz Miklós - Vadnai László - Böhm György - Nemlaha György   | A meseautó               | Vera                       | Veres1 Színház        | Böhm György   | 2024          |

## Filmes és televíziós szerepei
- Jófiúk (2019) - Pénztárosnő
- Drága örökösök (2020) - Sofőrnő
- Keresztanyu (2021–2022) - Harangozó Laura